# Mouterre-sur-Blourde
Pour les articles homonymes, voir Mouterre et Blourde (homonymie).
Mouterre-sur-Blourde (Moterra de Blorda en occitan) est une commune du Centre-Ouest de la France, située dans le département de la Vienne en région Nouvelle-Aquitaine.
Précédemment, la commune portait le nom de Mouterre. C’est la séance du conseil général de la Vienne du 4 mai 1927 qui a autorisé l’ajout des mots « sur Blourde » au nom de « Mouterre ».

## Géographie

### Localisation
La commune est limitrophe du département de la Haute-Vienne.

### Communes limitrophes
| L'Isle-Jourdain (par un quadripoint) | Adriers              |                                       |
| Millac                               | Mouterre-sur-Blourde | Val-d'Oire-et-Gartempe (Haute-Vienne) |
|                                      | Luchapt              |                                       |

### Hydrographie
La commune est traversée par la Blourde.

### Climat
Pour des articles plus généraux, voir Climat de la Nouvelle-Aquitaine et Climat de la Vienne.
Historiquement, la commune est exposée à un climat océanique limousin.  
En 2020, Météo-France publie une typologie des climats de la France métropolitaine dans laquelle la commune est exposée à un climat océanique altéré et est dans la région climatique  Poitou-Charentes, caractérisée par un bon ensoleillement, particulièrement en été et des vents modérés.
Pour la période 1971-2000, la température annuelle moyenne est de 11,6 °C, avec une amplitude thermique annuelle de 14,6 °C. Le cumul annuel moyen de précipitations est de 877 mm, avec 12,2 jours de précipitations en janvier et 7,1 jours en juillet. Pour la période 1991-2020, la température moyenne annuelle observée sur la station météorologique la plus proche, située sur la commune du Vigeant à 8,43 km à vol d'oiseau, est de 12,4 °C et le cumul annuel moyen de précipitations est de 781,8 mm,. Pour l'avenir, les paramètres climatiques de la commune estimés pour 2050 selon différents scénarios d’émission de gaz à effet de serre sont consultables sur un site dédié publié par Météo-France en novembre 2022.

## Urbanisme

### Typologie
Au 1er janvier 2024, Mouterre-sur-Blourde est catégorisée commune rurale à habitat dispersé, selon la nouvelle grille communale de densité à sept niveaux définie par l'Insee en 2022.
Elle est située hors unité urbaine et hors attraction des villes,.

### Occupation des sols
L'occupation des sols de la commune, telle qu'elle ressort de la base de données européenne d’occupation biophysique des sols Corine Land Cover (CLC), est marquée par l'importance des territoires agricoles (89,4 % en 2018), en diminution par rapport à 1990 (91,1 %). La répartition détaillée en 2018 est la suivante : 
prairies (65,1 %), terres arables (16,8 %), forêts (8,4 %), zones agricoles hétérogènes (7,5 %), mines, décharges et chantiers (2,2 %). L'évolution de l’occupation des sols de la commune et de ses infrastructures peut être observée sur les différentes représentations cartographiques du territoire : la carte de Cassini (XVIIIe siècle), la carte d'état-major (1820-1866) et les cartes ou photos aériennes de l'IGN pour la période actuelle (1950 à aujourd'hui).

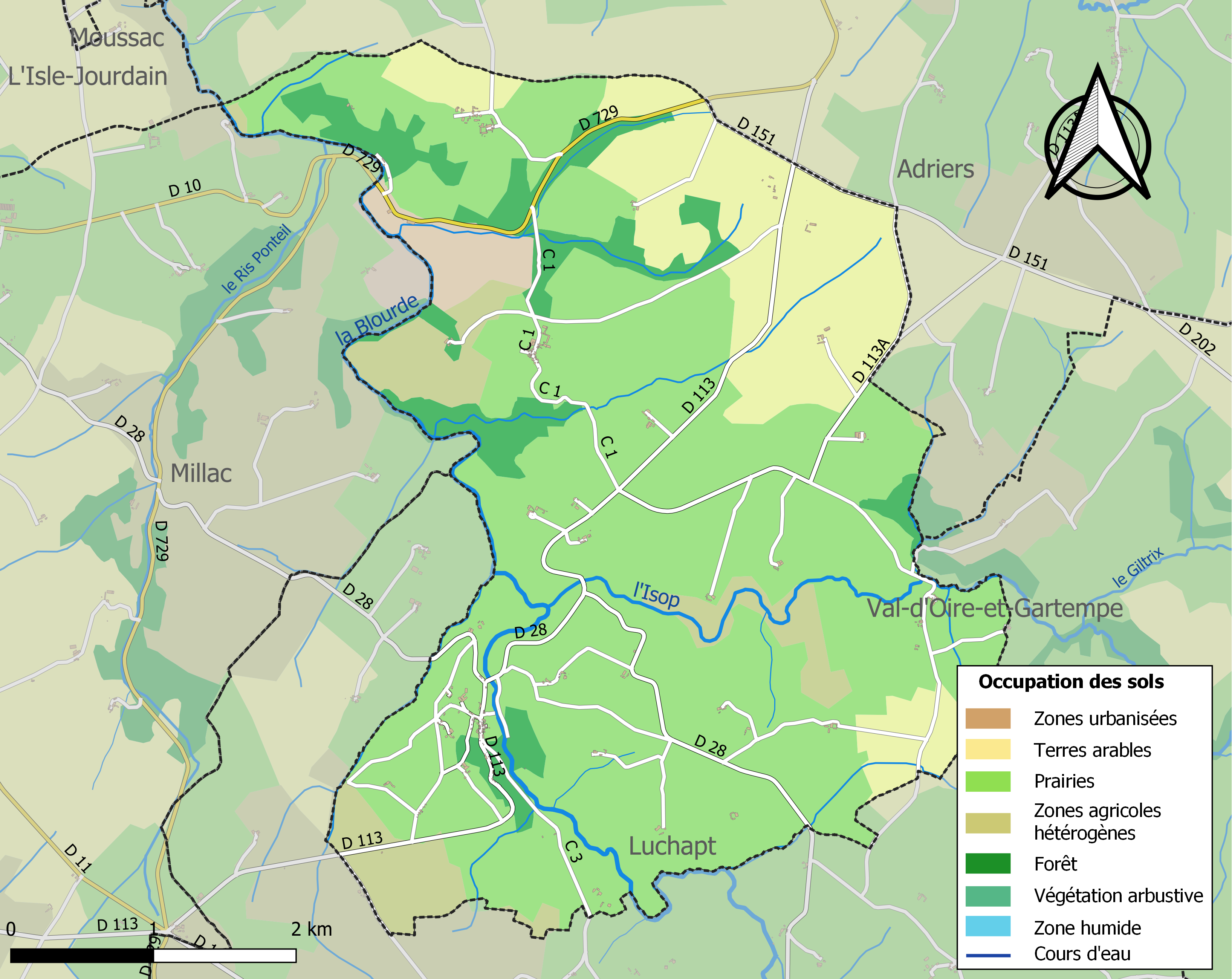
Carte des infrastructures et de l'occupation des sols de la commune en 2018 (CLC).

### Risques majeurs
Le territoire de la commune de Mouterre-sur-Blourde est vulnérable à différents aléas naturels : météorologiques (tempête, orage, neige, grand froid, canicule ou sécheresse), inondations, mouvements de terrains et séisme (sismicité faible). Il est également exposé à un risque technologique,  le transport de matières dangereuses, et à un risque particulier : le risque de radon. Un site publié par le BRGM permet d'évaluer simplement et rapidement les risques d'un bien localisé soit par son adresse soit par le numéro de sa parcelle.

#### Risques naturels
Certaines parties du territoire communal sont susceptibles d’être affectées par le risque d’inondation par débordement de cours d'eau, notamment la Blourde et l'Isop. La commune a été reconnue en état de catastrophe naturelle au titre des dommages causés par les inondations et coulées de boue survenues en 1982, 1999 et 2010,.

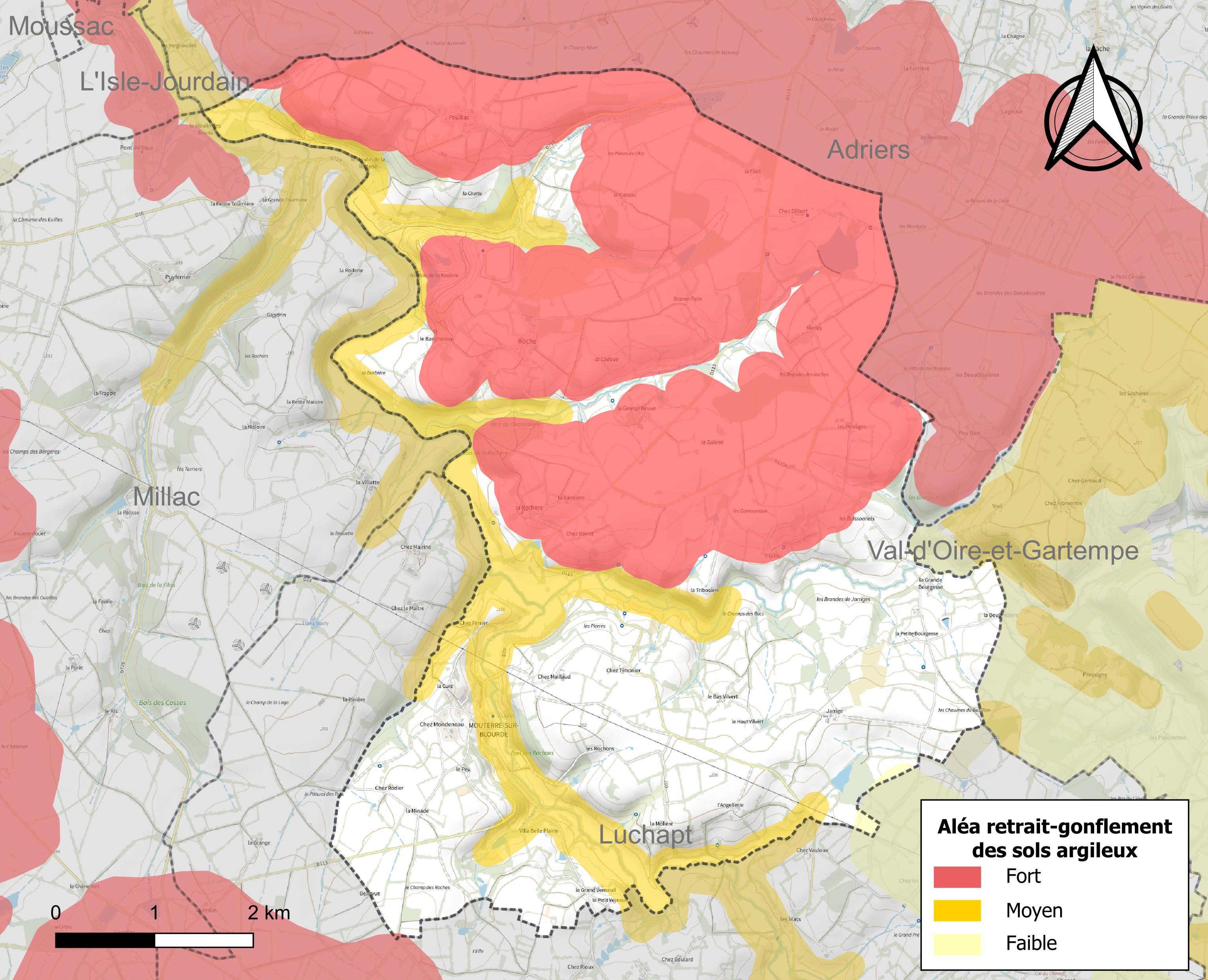
Carte des zones d'aléa retrait-gonflement des sols argileux de Mouterre-sur-Blourde.

Les mouvements de terrains susceptibles de se produire sur la commune sont des tassements différentiels. Le retrait-gonflement des sols argileux est susceptible d'engendrer des dommages importants aux bâtiments en cas d’alternance de périodes de sécheresse et de pluie. 60,6 % de la superficie communale est en aléa moyen ou fort (79,5 % au niveau départemental et 48,5 % au niveau national). Depuis le 1er octobre 2020, en application de la loi ÉLAN, différentes contraintes s'imposent aux vendeurs, maîtres d'ouvrages ou constructeurs de biens situés dans une zone classée en aléa moyen ou fort,.
La commune a été reconnue en état de catastrophe naturelle au titre des dommages causés par la sécheresse en 2016 et 2017 et par des mouvements de terrain en 1999 et 2010.

#### Risque particulier
Dans plusieurs parties du territoire national, le radon, accumulé dans certains logements ou autres locaux, peut constituer une source significative d’exposition de la population aux rayonnements ionisants. Selon la classification de 2018, la commune de Mouterre-sur-Blourde est classée en zone 3, à savoir zone à potentiel radon significatif.

## Toponymie
Le nom de Mouterre est une déformation du mot « moustier », lui-même dérivant du latin « monasterium » qui signifie « monastère ».
Le lieu-dit Tifaille, au nord-est du village, est la trace de l'installation de Taïfales comme foederati par les Romains à la fin de l'Antiquité.

## Histoire
Occupation gallo-romaine: vestiges préhistoriques et antiques.

## Politique et administration

### Liste des maires
| Période                                  | Période           | Identité          | Étiquette | Qualité                                                         |
| ---------------------------------------- | ----------------- | ----------------- | --------- | --------------------------------------------------------------- |
| Les données manquantes sont à compléter. |                   |                   |           |                                                                 |
| 1994                                     | 26 septembre 2006 | Raymond Iribarren | DVD       | Chef d'entreprise Carrières Iribarren, décès en cours de mandat |
| 2006                                     | 2014              | Eveline Iribarren |           | épouse du précédent                                             |
| mars 2014                                | En cours          | Jean-Marie Batlle |           |                                                                 |

### Instances judiciaires et administratives
La commune relève du tribunal d'instance de Poitiers, du tribunal de grande instance de Poitiers, de la cour d'appel  de Poitiers, du tribunal pour enfants de Poitiers, du conseil de prud'hommes de Poitiers, du tribunal de commerce de Poitiers, du tribunal administratif de Poitiers et de la cour administrative d'appel  de  Bordeaux,  du tribunal des pensions de Poitiers, du tribunal des affaires de la Sécurité sociale de la Vienne, de la cour d’assises de la Vienne.

## Démographie
L'évolution du nombre d'habitants est connue à travers les recensements de la population effectués dans la commune depuis 1793. Pour les communes de moins de 10 000 habitants, une enquête de recensement portant sur toute la population est réalisée tous les cinq ans, les populations de référence des années intermédiaires étant quant à elles estimées par interpolation ou extrapolation. Pour la commune, le premier recensement exhaustif entrant dans le cadre du nouveau dispositif a été réalisé en 2007.

En 2022, la commune comptait 167 habitants, en stagnation par rapport à 2016 (Vienne : +0,6 %, France hors Mayotte : +2,11 %).
| 1793 | 1800 | 1806 | 1821 | 1831 | 1836 | 1841 | 1846 | 1851 |
| ---- | ---- | ---- | ---- | ---- | ---- | ---- | ---- | ---- |
| 521  | 525  | 242  | 411  | 548  | 545  | 509  | 501  | 543  |

| 1856 | 1861 | 1866 | 1872 | 1876 | 1881 | 1886 | 1891 | 1896 |
| ---- | ---- | ---- | ---- | ---- | ---- | ---- | ---- | ---- |
| 591  | 555  | 595  | 597  | 634  | 608  | 631  | 602  | 634  |

| 1901 | 1906 | 1911 | 1921 | 1926 | 1931 | 1936 | 1946 | 1954 |
| ---- | ---- | ---- | ---- | ---- | ---- | ---- | ---- | ---- |
| 613  | 595  | 561  | 486  | 511  | 515  | 489  | 435  | 384  |

| 1962 | 1968 | 1975 | 1982 | 1990 | 1999 | 2006 | 2007 | 2012 |
| ---- | ---- | ---- | ---- | ---- | ---- | ---- | ---- | ---- |
| 343  | 324  | 274  | 212  | 180  | 156  | 174  | 177  | 171  |

| 2017 | 2022 | - | - | - | - | - | - | - |
| ---- | ---- | - | - | - | - | - | - | - |
| 166  | 167  | - | - | - | - | - | - | - |

Les dernières statistiques démographiques pour la commune de Mouterre sur Blourde ont été fixées en 2009 et publiées en 2012. Il ressort que la mairie de Mouterre sur Blourde administre une population totale de 181 personnes. À cela il faut soustraire les résidences secondaires (une personne) pour constater que la population permanente sur la commune de Mouterre sur Blourde est de 180 habitants.
En 2008, selon l’INSEE,  la densité de population de la commune était de 8,8 hab./km2, 61 hab./km2 pour le département, 68 hab./km2 pour la région Poitou-Charentes et 115 hab./km2 en France.
En 2007, la répartition de la population par sexe était la suivante : 44,6 % d'hommes (41 % en 1999) et 55,4 % de femme (59 %).
En 2007 :
- le nombre de célibataires était de 39,9 % ;
- le nombre de couples mariés représentaient 32,7 % de la population ;
- le nombre de divorcés représentaient 6,5 % ;
- le nombre de veuves et veufs était de 20,9 %.

## Économie

### Agriculture
Équitation avec un concours national au printemps et une fête équestre le 15 août.
Selon la direction régionale de l'Alimentation, de l'Agriculture et de la Forêt de Poitou-Charentes, il n'y a plus que 12 exploitations agricoles en 2010 contre 19 en 2000.
Les surfaces agricoles utilisées ont diminué  et sont passées de 1 324 hectares en 2000 à 926 hectares en 2010. 8 % sont destinées à la culture des céréales (blé tendre et orge à parts égales), 56 % pour le fourrage et 30 % restent en herbes.
Cinq exploitations en 2010 (contre sept en 2000) abritent un élevage de bovins (389 têtes en 2010 contre 399 têtes en 2000). L'élevage de volailles a disparu au cours de cette décennie (379 têtes réparties sur 12 fermes en 2000). 10 exploitations en 2010 (contre 18 en 2000) abritent un élevage d'ovins (4 087 têtes en 2010 contre 8 145 têtes en 2000). Cette évolution est conforme à la tendance globale du département de la Vienne. En effet, le troupeau d’ovins, exclusivement destiné à la production de viande, a diminué de 43,7 % de 1990 à 2007. En 2011, le nombre de têtes dans le département de la Vienne était de 214 300 têtes.

### Industrie
Depuis 1973, une carrière diorite se situe sur le territoire de la commune ainsi que sur celui de la commune voisine de Millac.

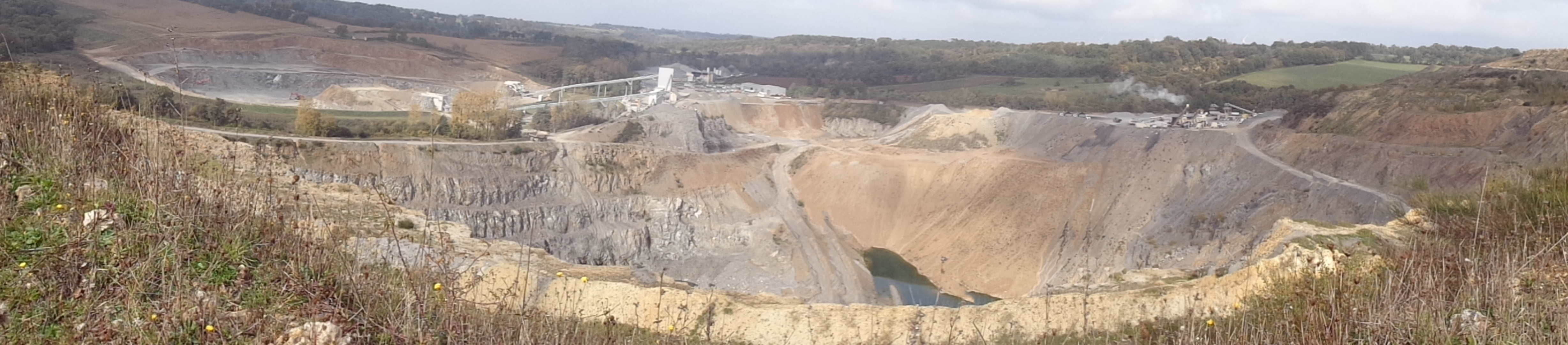
Panorama de la carrière de diorite de Mouterre-sur-Blourde.

### Centrale photovoltaïque
Le permis de construire de ce parc photovoltaïque au sol a été déposé le 16 septembre 2014. Il s’est ensuivi un appel d’offres qui a été clos le 9 novembre 2018.
Cette centrale, construite en surplomb de la carrière de diorite, a été mise en service fin 2019. Elle a une puissance de 2,7MWc. Le parc est composé de deux ilots et contient un total de 8030 panneaux couvrant une superficie de 4,06 hectares.

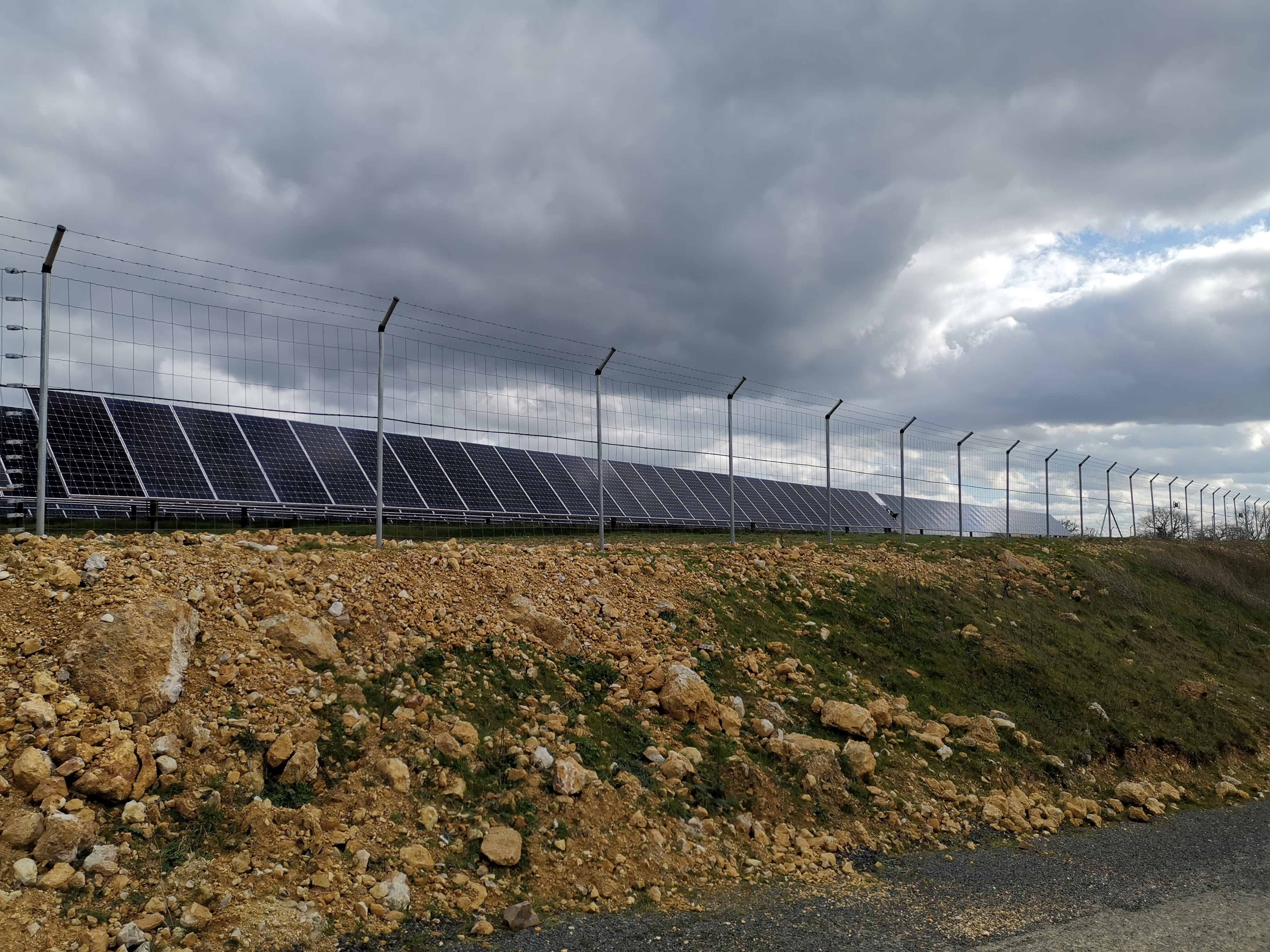
Parc photovoltaïque de Mouterre-sur-Blourde.

### Emploi et activité
Le taux de chômage en 2007 était de 9,4 % et en 1999 il était de 4,1 %.
Les retraités et les préretraités représentaient 41,8 % de la population en 2007 et 36,5 % en 1999.
Le taux d'activité était de 66 % en 2007 et de 76,6 % en 1999.

## Culture locale et patrimoine

### Lieux et monuments
- En 1975, un arbre de la liberté est planté (un tilleul)[36].

#### Église Saint-Pierre-et-Saint-Paul de Mouterre-sur-Blourde
L'Église paroissiale porte la dédicace Saint-Pierre-Saint-Paul. L’église possède une crypte ayant conservé des peintures murales datant du XIe ou XIIe siècle. Ce décor est en faux appareil de couleurs ocre, rouge et jaune sur un fond blanc, il est orné de décors de couleur rouge et noire en forme de croix, d’étoiles, de tiges végétales ou encore de volutes. Une première église est construite vers le XVe siècle, mais jugée trop petite pour loger les fidèles et en mauvais état, Ernest Grolleau, curé de Mouterre, décide de la remplacer. L’église actuelle est construite vers 1880. Les vitraux  au-dessus de l'autel majeur sont ceux de saint Pierre et saint Paul, titulaires de l’église, sont offerts en 1888 et 1889 par Henri Guiot de la Rochère et sa femme (propriétaires du château, voir ci-dessous). Elle est inscrite à l'Inventaire général du patrimoine culturel.
De chaque côté de l’autel sont, au nord, le vitrail du Christ-roi et, au sud, celui de la Vierge Marie priant. Ils furent offerts en 1888 par M. et Mme Léon de Saint Laumer pour le premier et Marguerite-Marie, Henri et Pierre de Saint Laumer pour le second.
Au-dessus du portail figure un vitrail de la Sainte-Trinité.
L’inauguration de l’autel majeur, légué par Louis Richard, eut lien le 19 avril 1903. Il est illustré des sculptures de saint Louis et de saint Joseph. 
Le sol de la nef est recouvert d’une mosaïque.
Le blason de la famille d'Avrigny de La Touche, provenant de l'ancienne église, fut remonté dans le mur extérieur sud de l'église actuelle.
Extérieur de l'église

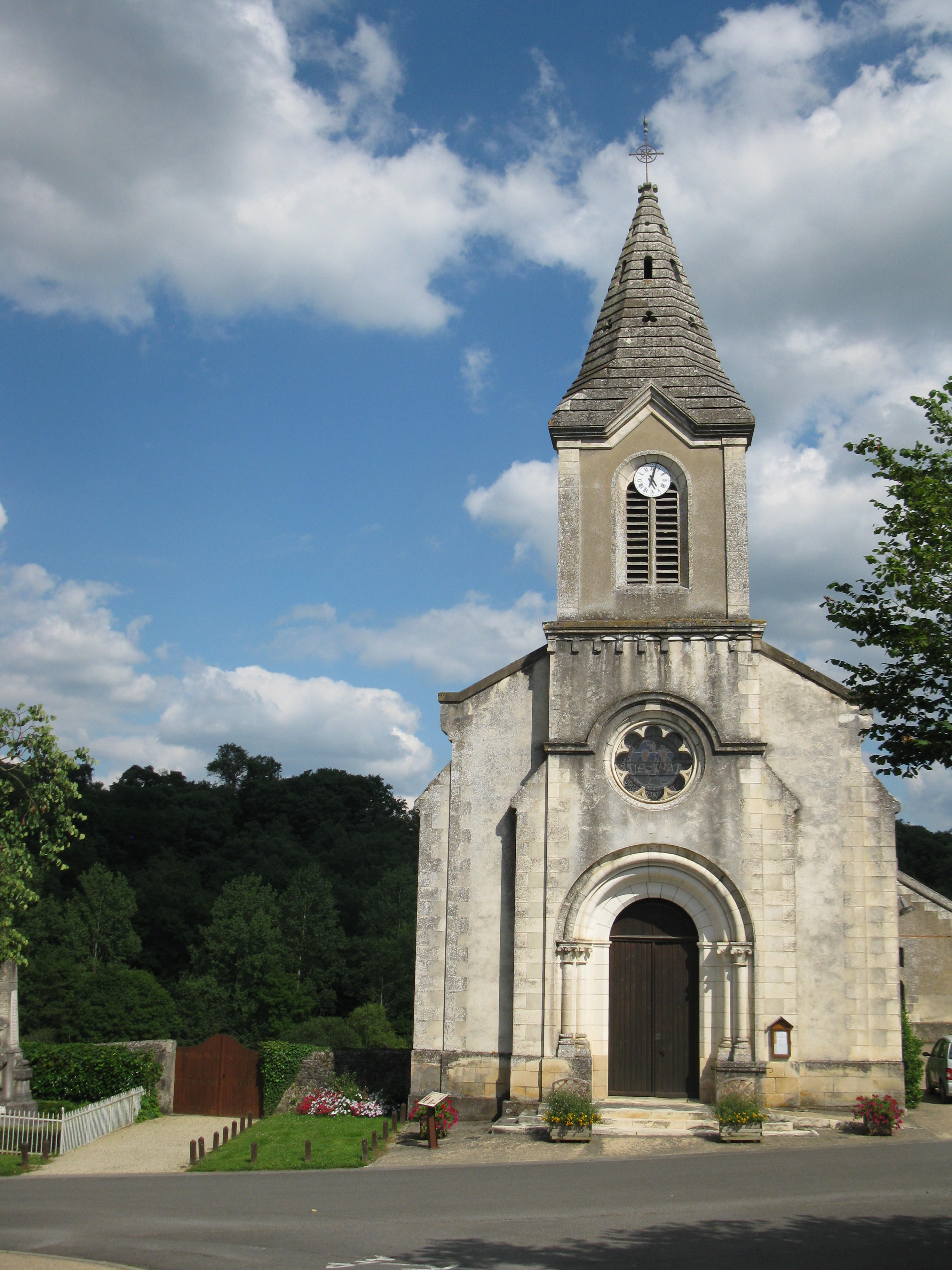
L'église.
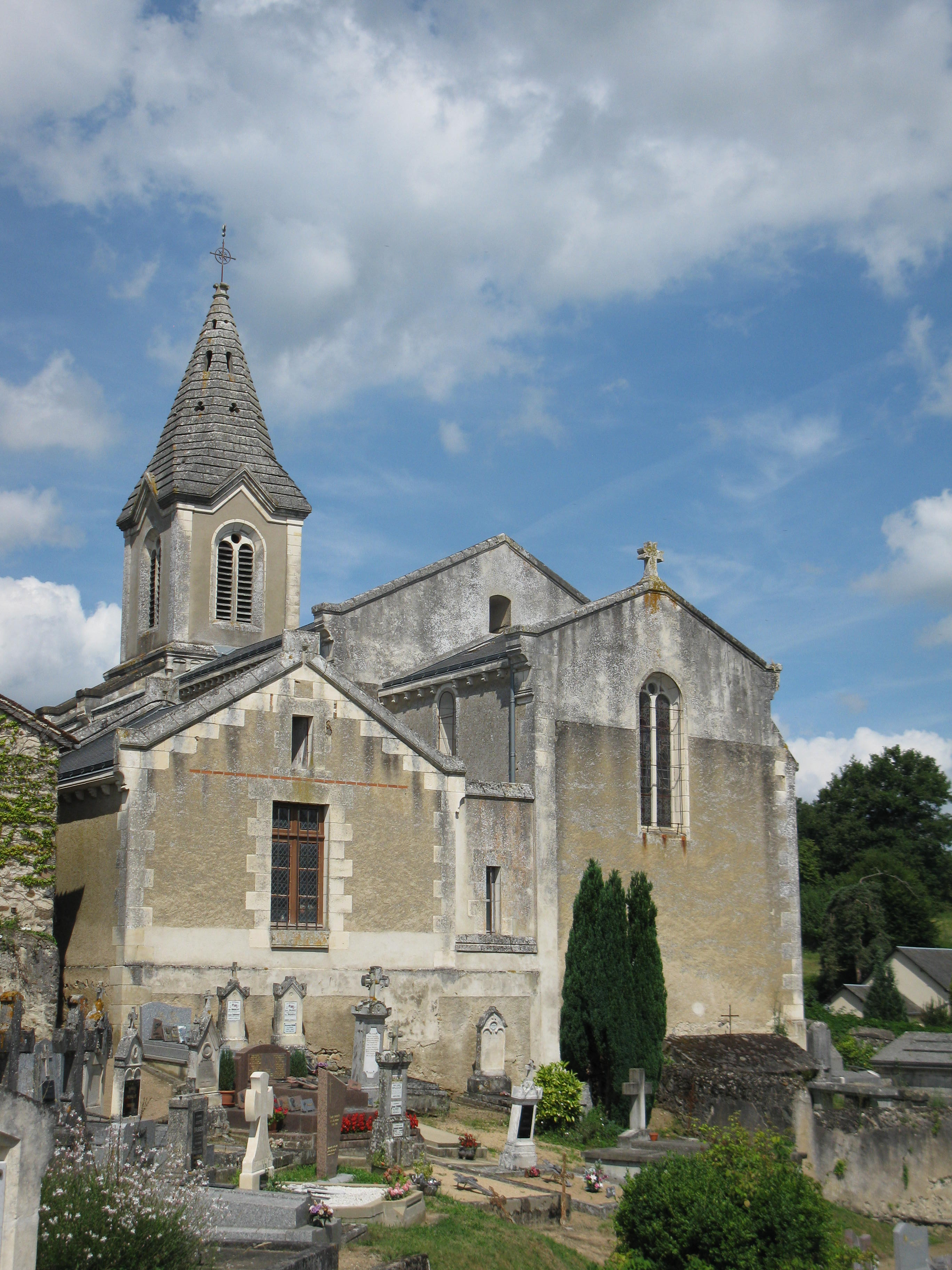
Chevet de l'église (vue du cimetière).
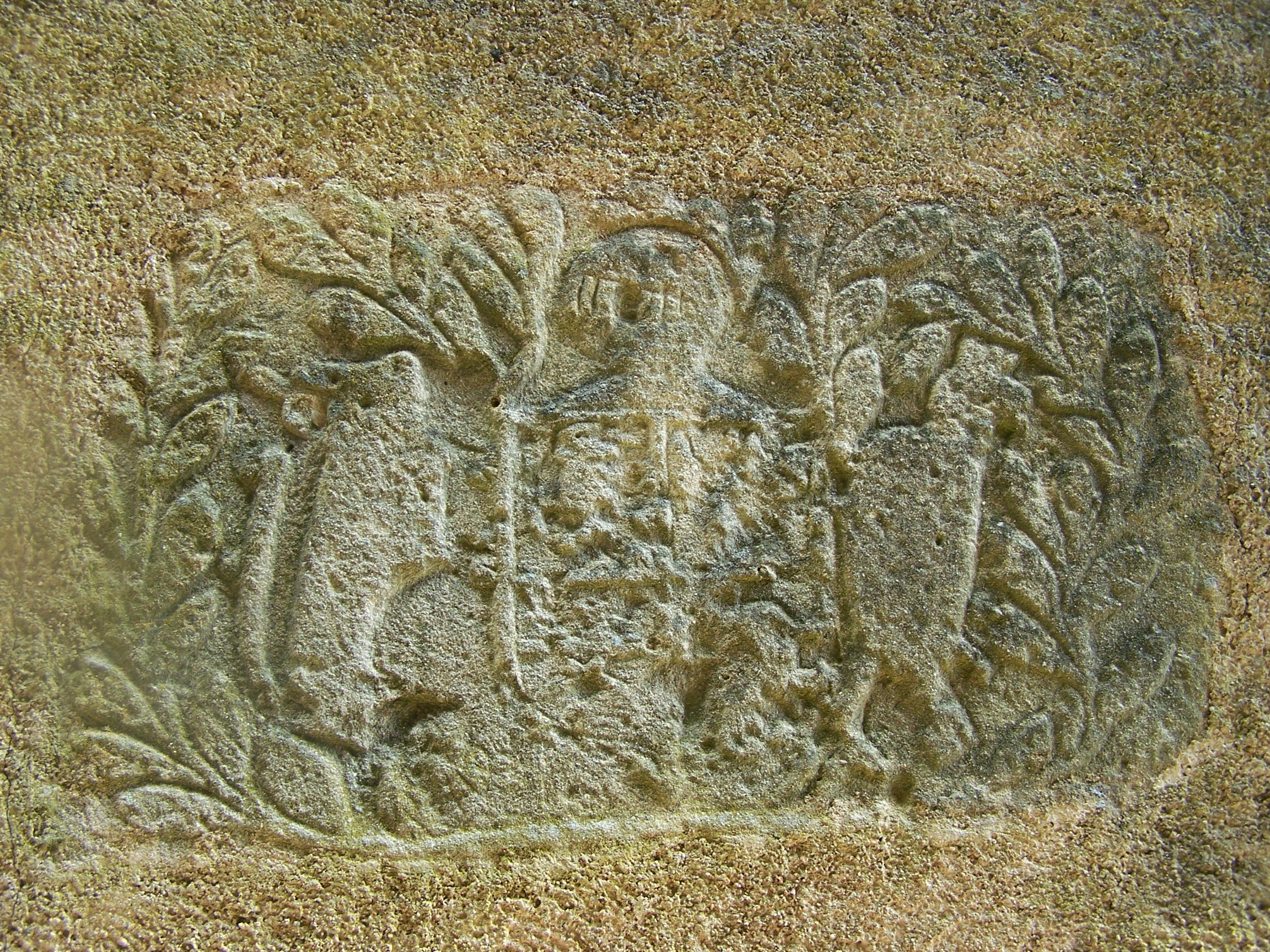
Blason de la famille Avrigny de La Touche (mur sud).

Intérieur de l'église et la crypte

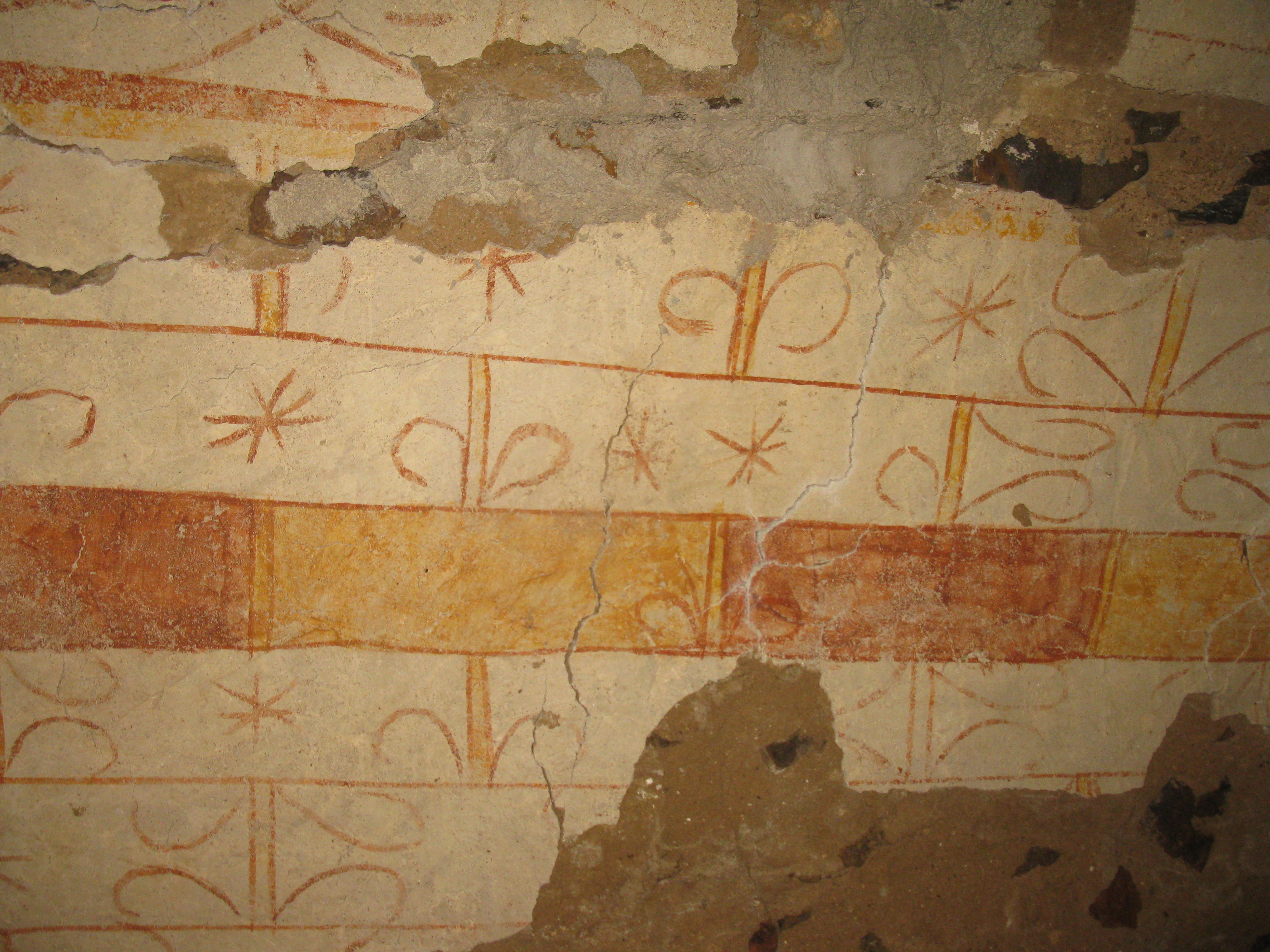
Crypte de l'église.
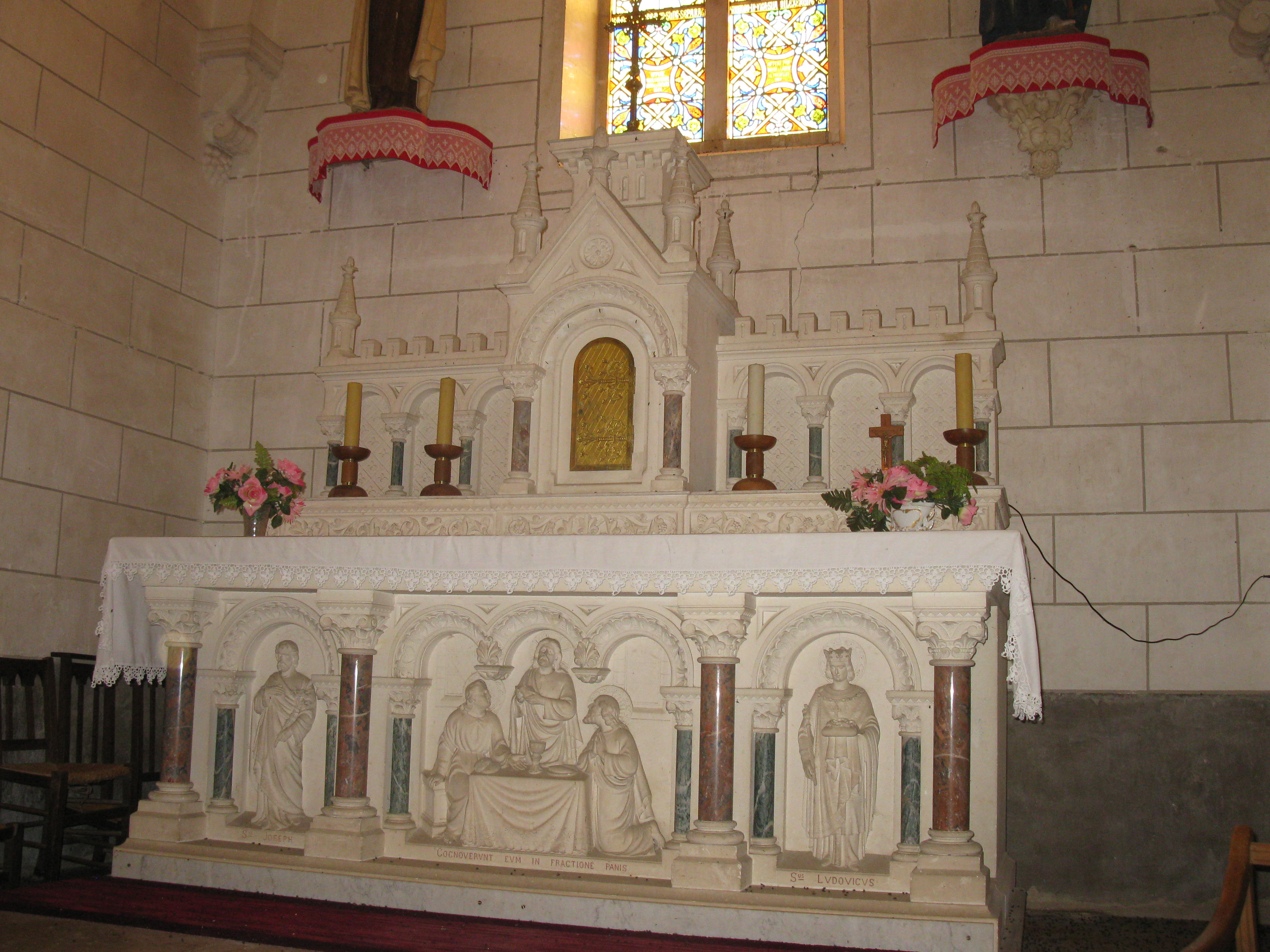
Autel-majeur.
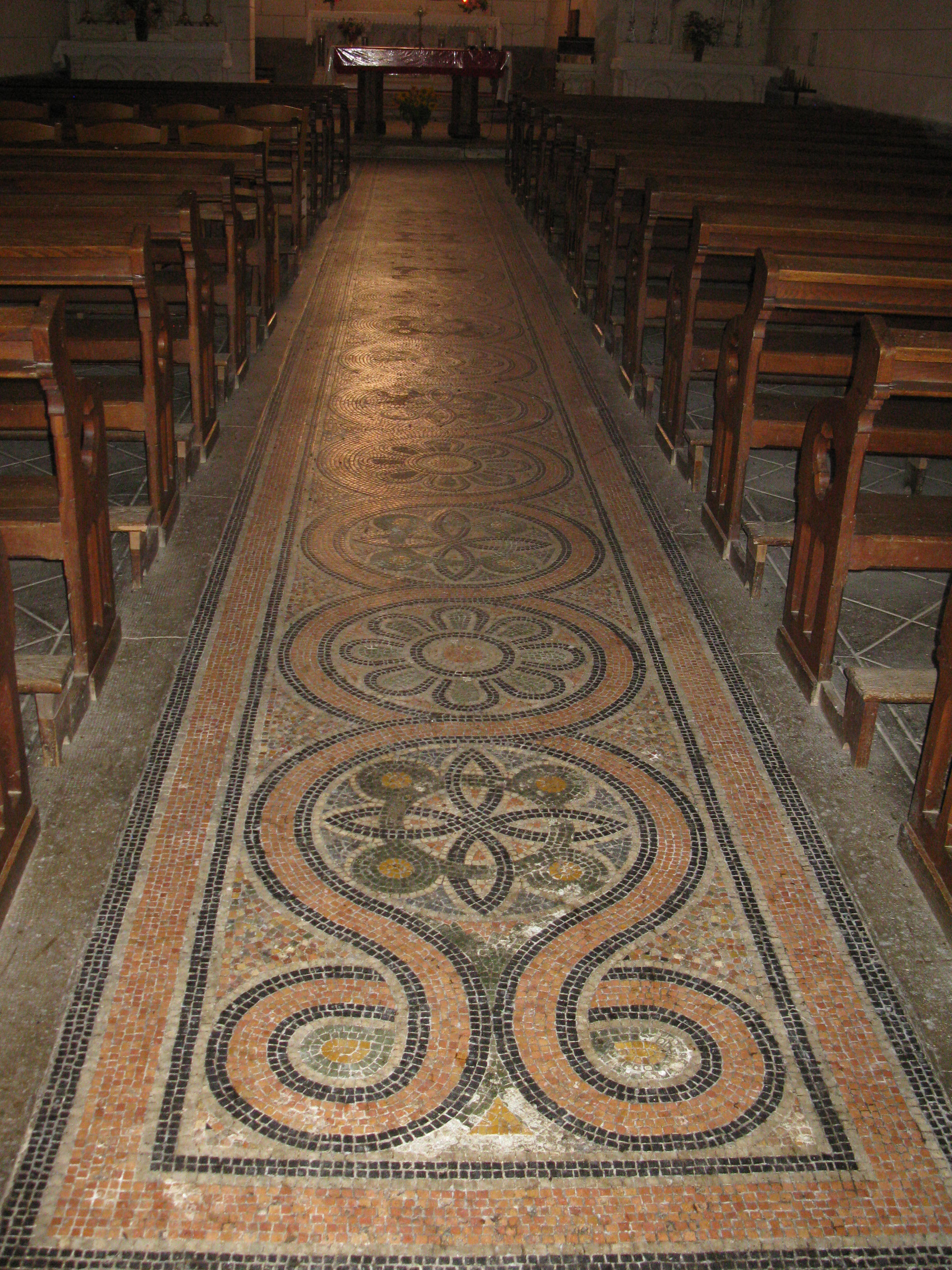
Sol de la nef.

Quelques vitraux

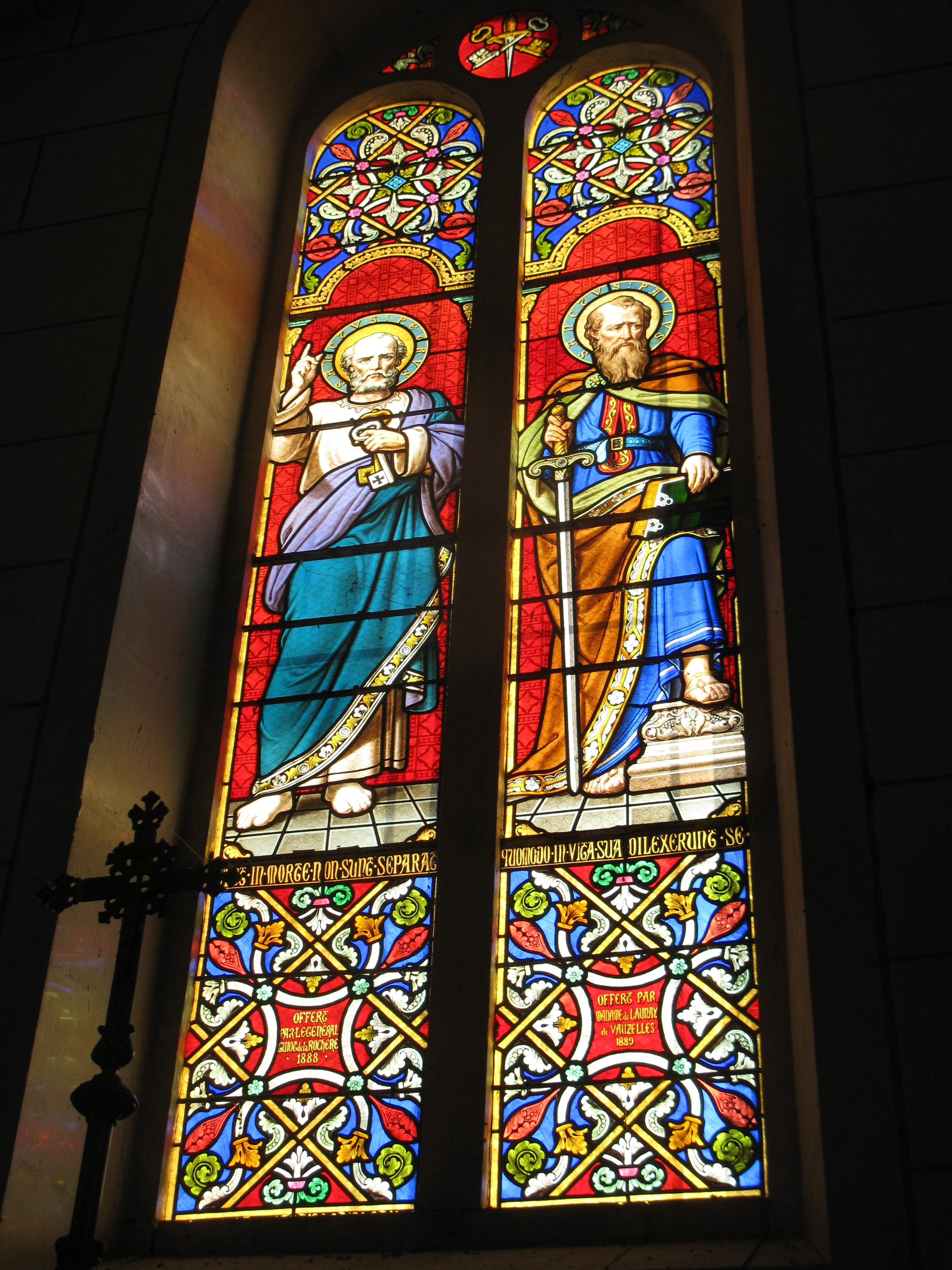
Vitraux Est.
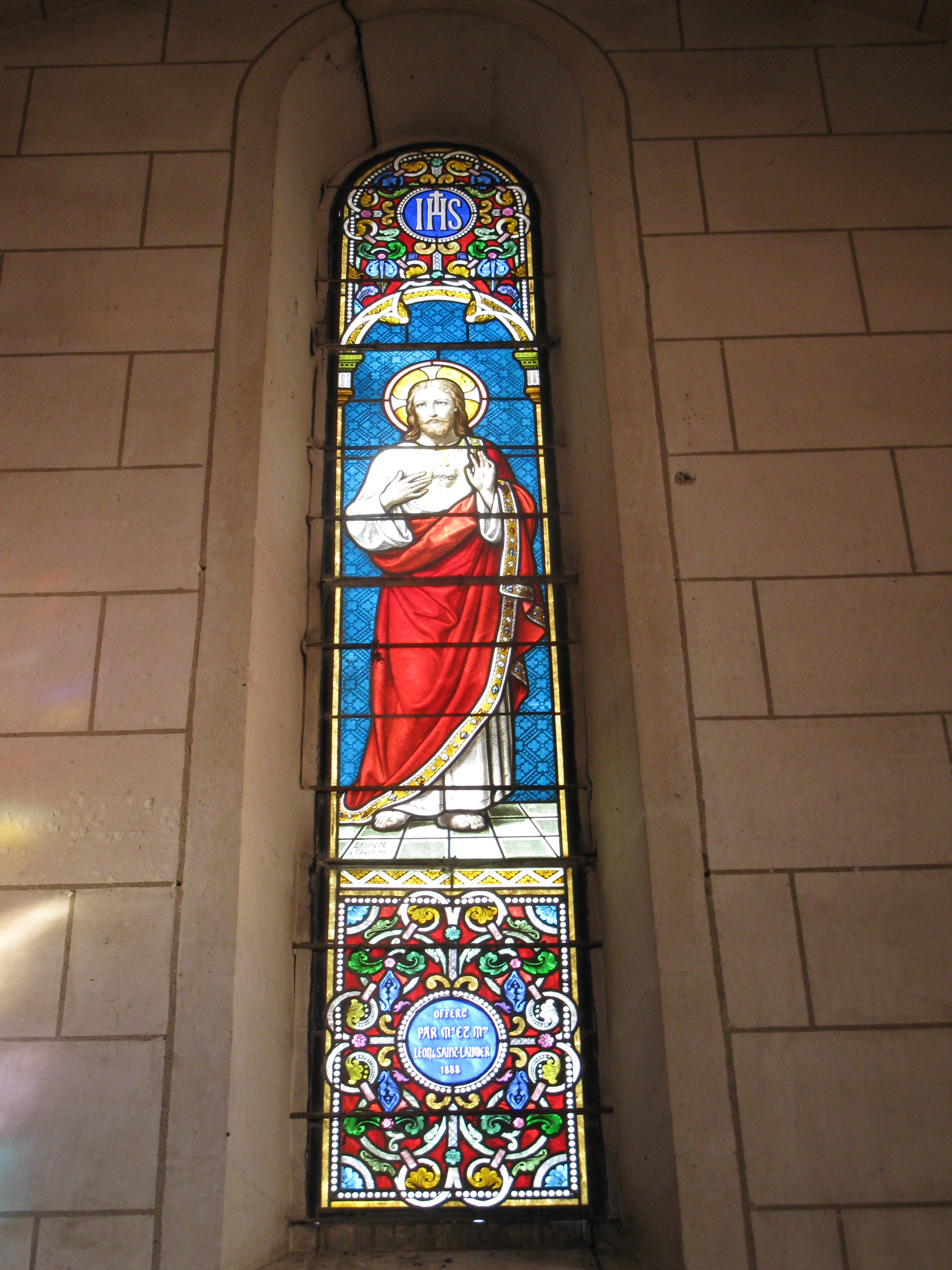
Vitrail Nord.
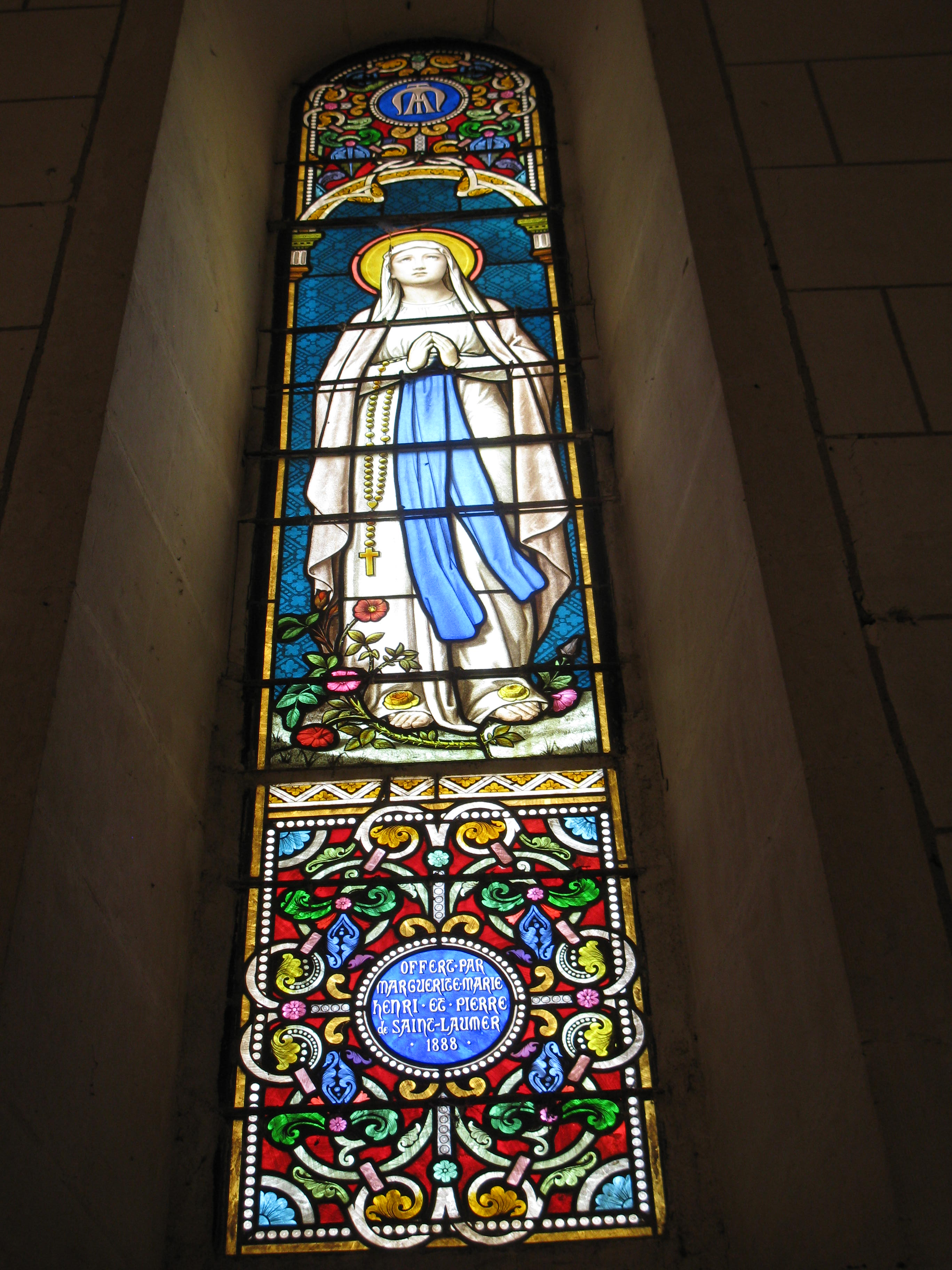
Vitrail Sud.
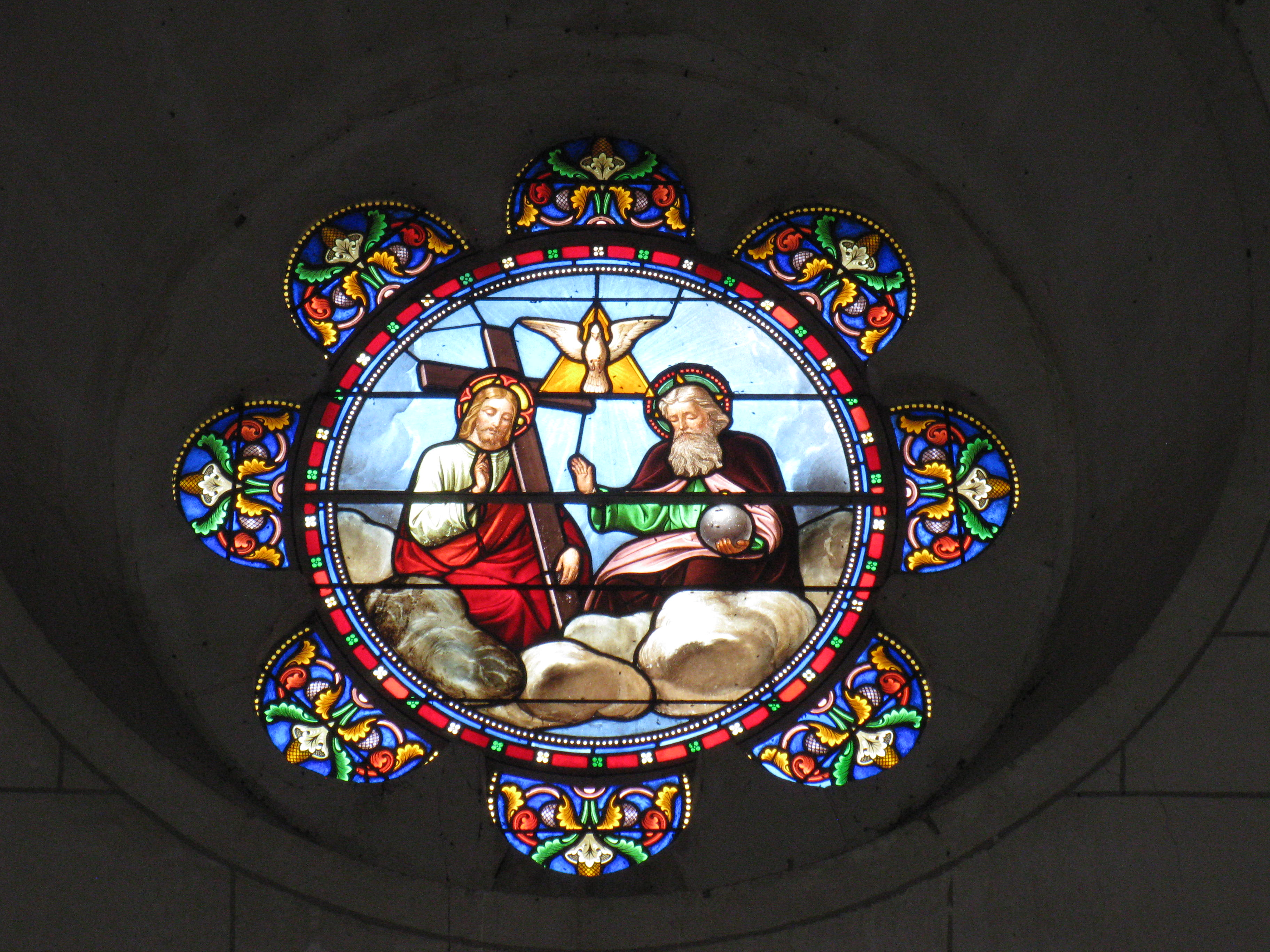
Vitrail au-dessus du portail.

- Château de la Rochère (XVe siècle, très remanié dans la deuxième moitié du XIXe siècle.
- Manoir de la Bourgesse : ancien fief relevant de la motte d'Antefa, mentionné à partir de 1582. Logis du XVIe siècle, modifié au XVIIIe siècle. Parties agricoles plus tardives.
- Manoir de Pouillac, bâti sur un site gallo-romain (vestiges tardifs). Ancien fief mentionné depuis 1449. Bâtiments actuels : 1773 sur la porte du logis et sur la cheminée de la cuisine, 1781 sur l'écurie.
- Manoir de la Tribosière (XVIe siècle) : fief mentionné en 1577, ensemble très remanié qui conserve cependant les vestiges de deux tours.
- Demeure de Roche (deuxième moitié du XVIIIe siècle).
- Demeure de Bussière : détruite, mentionné de 1442 à 1775.
- Moulin de la Roderie : mentionné depuis 1572, remanié à plusieurs époques.

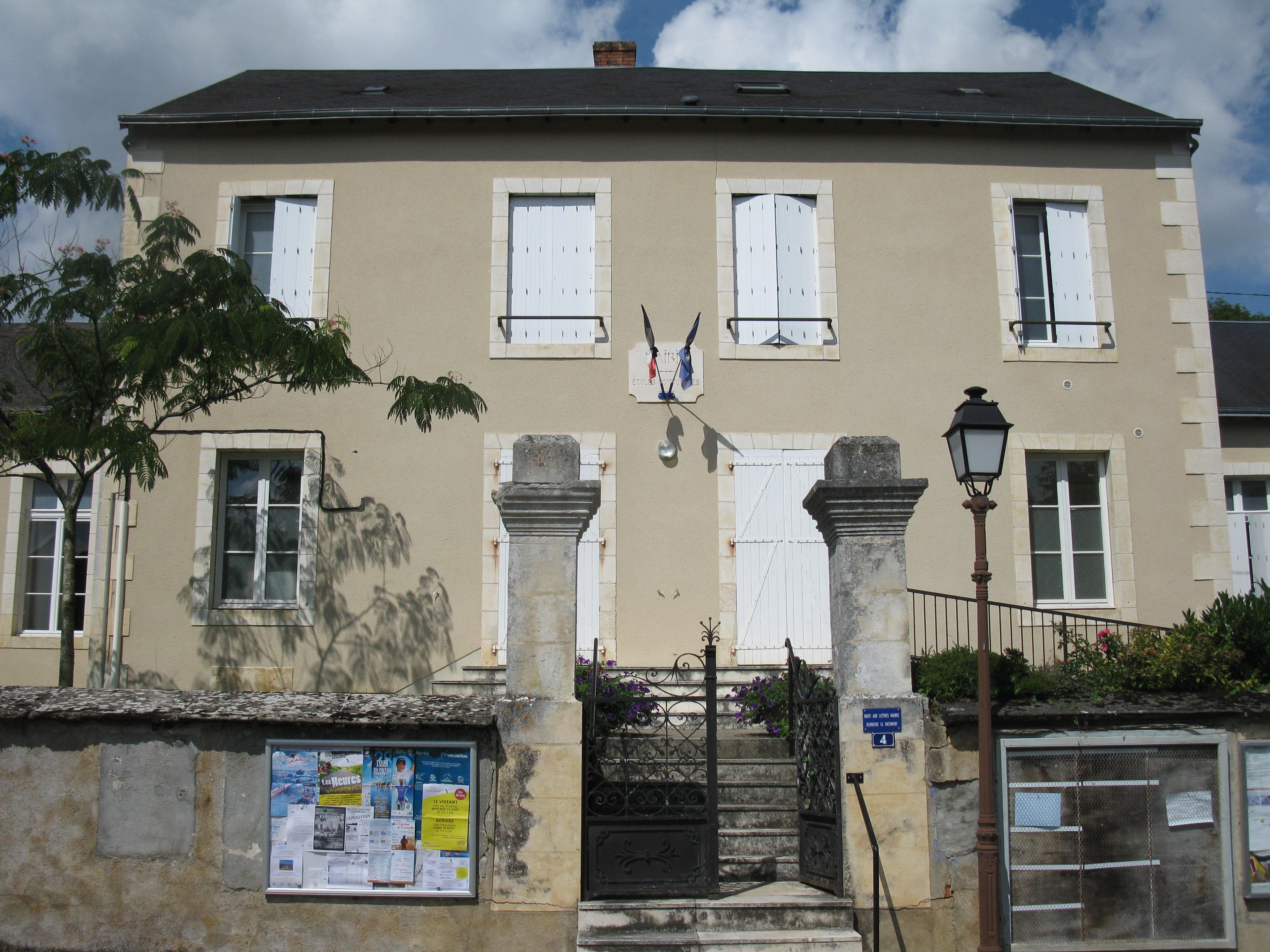
La mairie (2014).
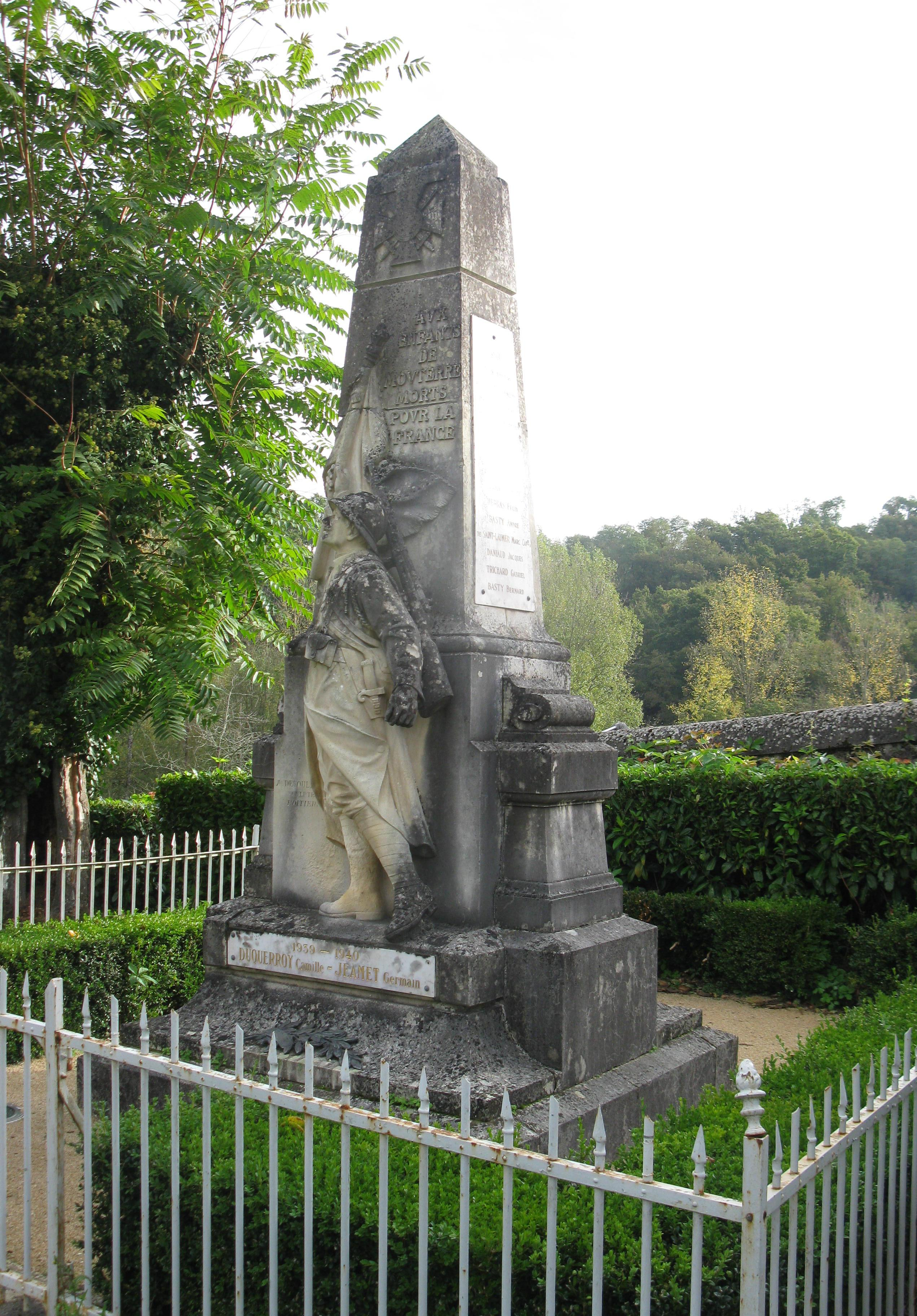
Monument aux morts.

### Personnalités liées à la commune
- Jacques du Theil (1741 - 1808), président de l'assemblée de la noblesse de la Basse-Marche en 1789.
- François Henri Guiot de La Rochère, général français. mort le 12 avril 1890 au château de La Rochère, commune de Mouterre-sur-Blourde.
- François Eygun (1898-1973), archéologue, historien et résistant.
- Oswald Wirth mort le 9 mars 1943, enterré au cimetière de Mouterre-sur-Blourde.